# Cahnov – Soutok
Cahnov – Soutok je zrušená národní přírodní rezervace v Jihomoravském kraji v okrese Břeclav. Nacházela se osm kilometrů od města Lanžhot v Dyjsko-moravské nivě Dolnomoravského úvalu. Původně byla vyhlášena v roce 1949 jako dvě samostatné rezervace Cahnov a Soutok. Důvodem ochrany je ukázka jihomoravského lužního lesa pralesovitého charakteru a záplavová louka se vzácnou mokřadní vegetací. Rezervace byla dříve pravidelně zaplavována, což bylo narušeno regulací řek Dyje a Moravy. Po roce 1990 bylo započato s pravidelným povodňováním za účelem zastavení poklesu hladiny podzemní vody. Od roku 2004 je větší část rezervace oplocena, aby se zabránilo okusu a byl umožněn samovolný vývoj dřevin.
Národní přírodní rezervace byla k 1. lednu 2025 zrušena a nahrazena národní přírodní rezervace Lanžhotské pralesy.

## Geologie

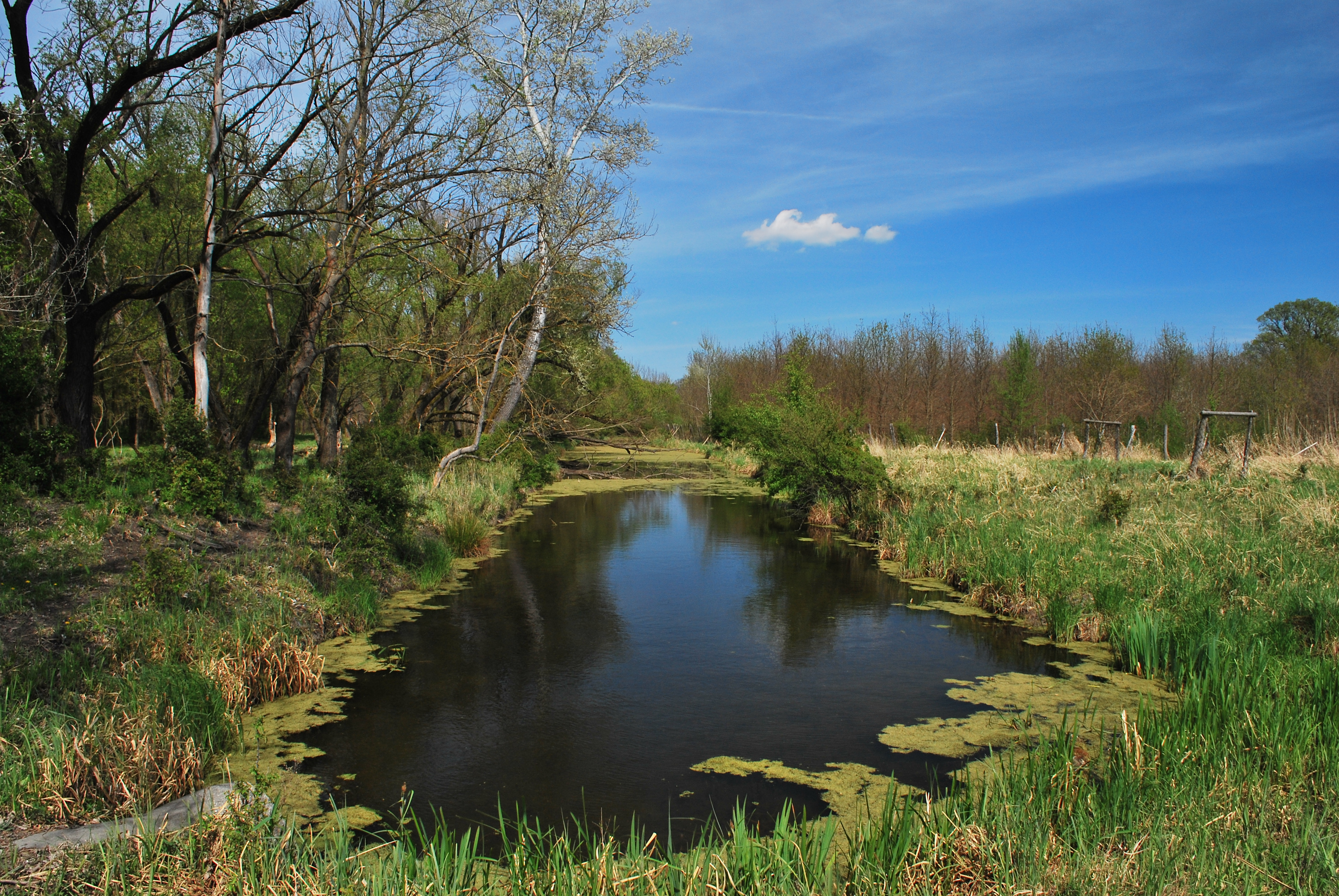
Mokřad v oboře Cahnov – Soutok

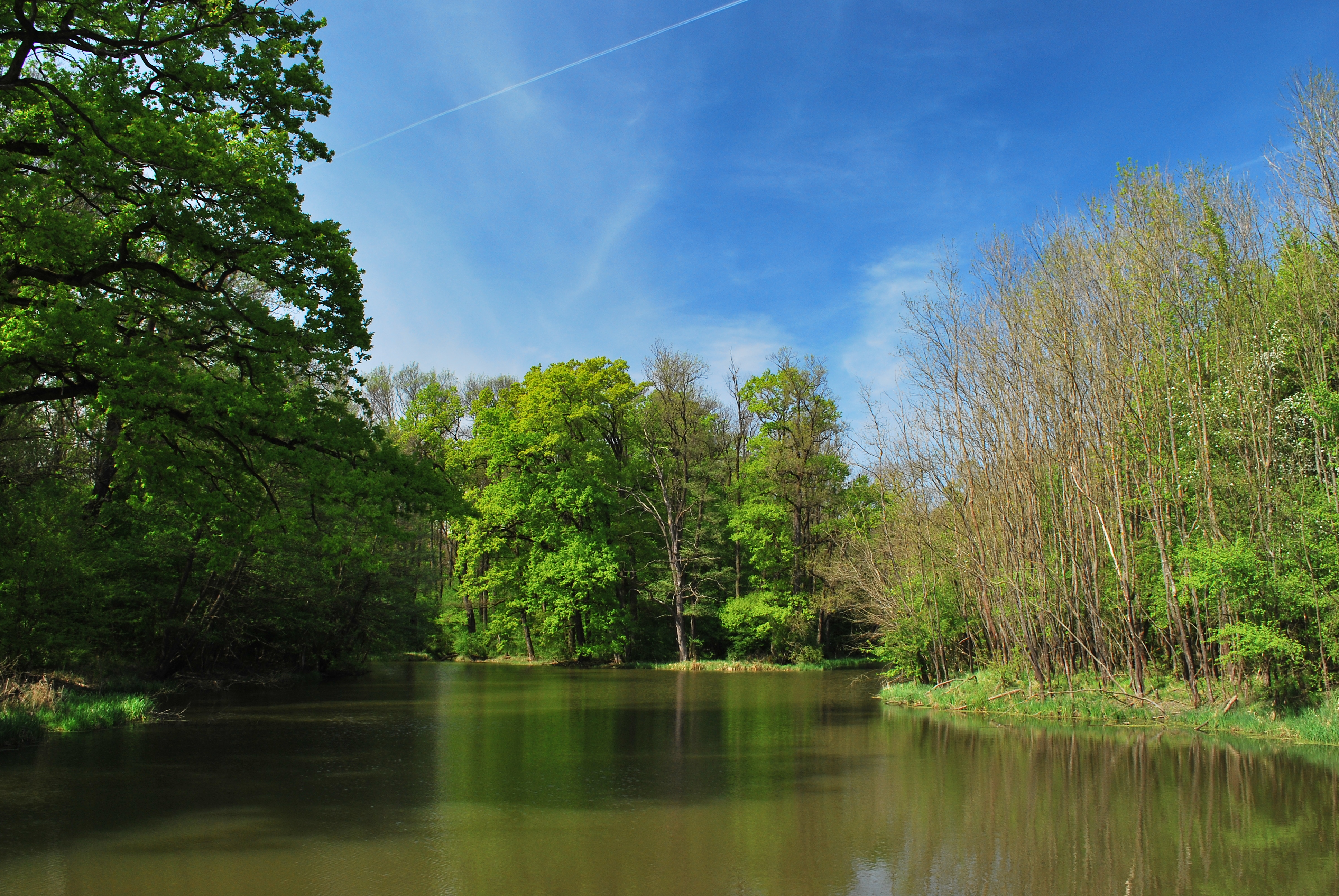
Mokřad v oboře Cahnov – Soutok

V podloží spojené údolní nivy řek Dyje, Kyjovky a Moravy jsou třetihorní sedimenty Vídeňské pánve, překryté pleistocenními  fluviálními štěrkopísky a holocenními písčitými povodňovými hlínami. Půdy zastupuje glej typický a fluvizem typická a glejová.

## Flóra
Stromové patro tvoří dub letní, habr obecný, jasan úzkolistý, javor babyka, lípa malolistá, pro bylinné patro je typická válečka lesní, metlice trsnatá, ostřice lesní a hubená, sasanka pryskyřníkovitá, sněženka podsněžník. Na březích kanálů roste vrba bílá, chrastice rákosovitá, karbinec evropský, kosatec žlutý, opletník plotní, na louce pak jarva žilnatá, lipnice bahenní, ostřice časná, ostřice štíhlá, psárka luční, řeřišnice malokvětá, šišák hrálovitý či violka nízká.

## Houby
Lužní lesy jsou bohaté lupenatými houbami a nelupenatými dřevokaznými houbami. Kalichovka lužní je známa v Česku pouze z této rezervace, se vzácným hlívovcem ostnovýtrusým jsou řazeny mezi zvláště chráněné druhy. Z Červené knihy je tu dále choroš hlinák šafránový, trepkovitka šafránová, štítovka šarlatová, špička močálová a kozák topolový. Poprvé v Česku tu byla popsána strmělka kmenová, hlíva úzkolistá a kržatka štěničná. Pouze v této oblasti roste žilnatka vodnatá a jedinou lokalitou na Moravě tu má pórnatka nahnědlá. Svého nejsevernějšího výskytu tu pravděpodobně dosahuje ohňovec jižní.

## Fauna

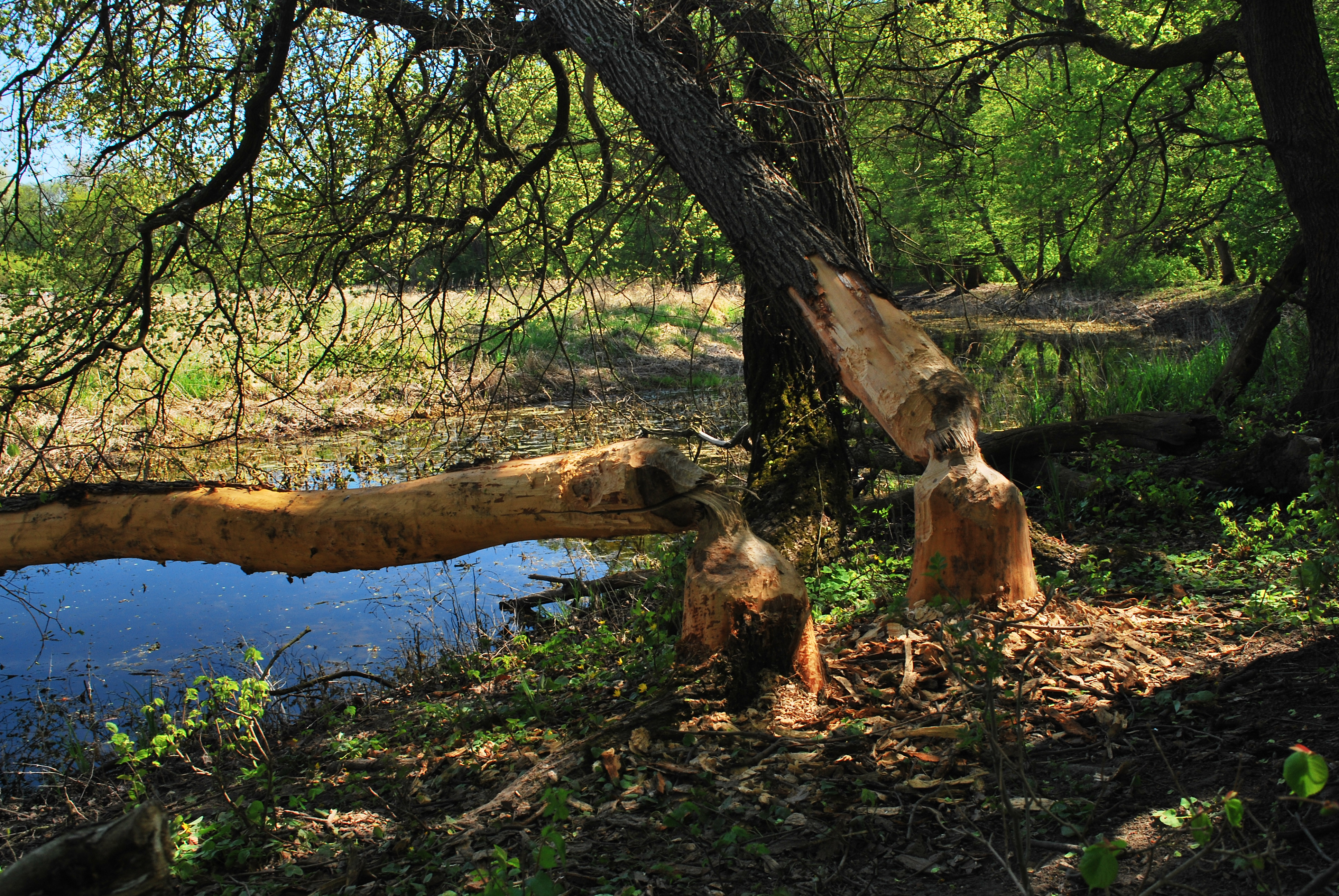
Stopy činnosti bobra evropského

Obojživelníci mají zastupuje ropucha obecná, skokan ostronosý, skokan štíhlý, kuňka obecná či čolek obecný. V dutinách stromů žije netopýr nejmenší, datel černý, holub doupňák, lejsek bělokrký, strakapoud prostřední, žluna šedá, nepravidelně tu hnízdí čáp černý, luňák hnědý, včelojed lesní a ojediněle chřástal kropenatý. V minulosti se tu nacházela i kolonie volavky popelavé. Patrná je přítomnost bobra evropského.
Staré stromy hostí např. zdobence Gnorimus variabilis, častý je tesařík obrovský, dále to je krajník pižmový, krasci Acmaeodera degener, Anthaxia deaurata, Scintillatrix mirifica a další. U tůní střevlík Carabus clathratus, střevlíčci Blethisa multipunctata, Pterostichus chameleon, P. gracilis, Harpalus cupreus fastuosus, Chlaenius tristis, P. leonisi a další. Z motýlů je to píďalka černoproužka topolová, stužkonoska vrbová, bourovec osikový, ojedinělý v Česku je tu zavíječ Aglossa signicostalis, jediná lokalita drobníčka Bohemannia auriciliella ve střední Evropě. Mezi pavouky je charakteristická plachetnatka tavolníková, dále je zastoupen slíďák tečkovaný, běžník člunkový a nově v Česku byl popsán křižák Thorellův.